# Thesprotiella festae
Thesprotiella festae es una especie de mantis de la familia Thespidae.

## Distribución geográfica
Se encuentra en  Ecuador.